# Holosteum polygamum
Holosteum polygamum är en nejlikväxtart som beskrevs av C. Koch. Holosteum polygamum ingår i släktet fågelarvar, och familjen nejlikväxter. Inga underarter finns listade i Catalogue of Life.